# Autostrada D18 (Słowacja)
Autostrada D18 (słow. diaľnica D18) – zaniechany projekt autostrady na Słowacji. 
Na początku lat 60. na mocy rozporządzenia opracowano sieć autostrad w Czechosłowacji. Zakładano przebieg trasy relacji Žilina – Český Těšín – hranica Poľska, a budowa miała być rozpoczęta około 2000 roku.
Po rozpadzie Czechosłowacji dokonano zmiany przebiegu – arterię skierowano w stronę Skalite. W 1998 roku rozpoczęto budowę krótkiego odcinka przygranicznego. Następnie w 1999 roku została zastąpiona przez autostradę D3 w ramach nowych planów sieci drogowej.